# Pachychilon macedonicum
Pachychilon macedonicum é uma espécie de peixe actinopterígeo da família Cyprinidae.
Pode ser encontrada nos seguintes países: Grécia e República da Macedónia.
Os seus habitats naturais são: rios e lagos de água doce.
Está ameaçada por perda de habitat.